# Napoli violenta
Napoli violenta è un film poliziesco all'italiana, del 1976, diretto da Umberto Lenzi. Dopo Roma violenta, il film vede il ritorno del commissario Betti, interpretato da Maurizio Merli, costituendo il secondo capitolo della "trilogia del commissario".

## Trama
Il commissario Betti viene trasferito a Napoli. Per lui è un ritorno, avendovi già lavorato in passato. Nemmeno il tempo di scendere dal treno che viene subito "avvertito" negativamente da 'O Generale, un potente boss della camorra, che lo mette in guardia dicendogli che Napoli è una città pericolosa.
'O Generale si incontra con Francesco Capuano, un imprenditore la cui attività comprende anche finanziamenti di traffici illeciti. Il boss vuole dividere con lui una grossa fetta degli introiti. Capuano, invece, non vuole dividere nulla col Generale, nascondendogli le sue reali intenzioni e finanziando invece un suo concorrente. 'O Generale però si accorge della cosa e decide di punirlo dello sgarro.
Proseguono i crimini: un medico e sua moglie vengono minacciati in casa da due rapinatori che, dopo aver mancato il colpo a causa dell'allarme antifurto inserito dall'uomo, stuprano la moglie per poi abbandonarla sanguinante in un casolare; un'intera via di Napoli, sottomessa al potere camorrista di 'O Generale, non paga la protezione e quindi riceve una serie di assalti vandalici da parte della banda del boss; fa eccezione il titolare di un garage, che aveva convinto tutti gli altri a non cedere al ricatto ed al quale viene quindi "riservato" un trattamento speciale che non si fa attendere: i camorristi infatti danno alle fiamme l'autorimessa causando la morte del titolare e ferite gravissime al suo figliolo Gennarino, che resterà invalido per il resto della sua vita.
In varie parti della città, inoltre, si verificano da tempo rapine con una certa costanza. Betti sospetta che l'autore di queste rapine possa essere Franco Casagrande, uno specialista in questo campo nonché sua vecchia conoscenza, ma non può incolparlo: il delinquente infatti ogni giorno firma il registro dei sorvegliati speciali all'una in punto. Le rapine si verificano, invece, sempre verso l'una meno dieci in varie parti della città lontane. In realtà, il bandito riesce sempre ad arrivare puntualmente, dopo le sue rapine, con l'ausilio di un complice che lo porta da un capo all'altro della città in pochi minuti con una potente motocicletta.
Nonostante l'apparente alibi di ferro, Betti non si convince del tutto: il commissario viene avvisato di un nuovo colpo che sta per avvenire in una banca del Vomero: Betti predispone un appostamento con una squadra di uomini, ma i banditi compiono invece il colpo in un'altra filiale della stessa banca: inizia una corsa contro il tempo per le strade di Napoli per giungere alla centrale. Betti incastra il rapinatore sorprendendolo per strada con il suo complice in moto. Casagrande fugge a piedi, ma viene inseguito e raggiunto in un convoglio della funicolare di Montesanto dal commissario, che lo fredda dopo che il bandito ha barbaramente ucciso una passeggera presa in ostaggio facendola sporgere con la testa da un finestrino al passaggio dell'altro convoglio in senso opposto.
Betti fa poi rimettere a nuovo a tempo di record l'autorimessa incendiata dai criminali infiltrandovi un poliziotto che finge di essere il nuovo titolare, fa installare anche delle telecamere a circuito chiuso per cogliere in flagrante gli uomini del Generale, subito intervenuti ad esigere i soldi per la protezione. Riuscirà nell'intento, ma i criminali per ritorsione uccideranno il poliziotto.
Intanto Capuano è fuggito a Genova. Betti lo raggiunge in un albergo della città e lo riporta a Napoli, dove questi dovrà sbrigare i suoi ultimi affari e regolare i conti con 'O Generale. Betti fa quindi in modo che Capuano e 'O Generale si incontrino al porto dove, in un conflitto a fuoco, Capuano viene ferito da una pallottola ad una gamba, mentre il boss della camorra resta ucciso unitamente al suo guardaspalle; in realtà è lo stesso Betti, nascosto dietro un muretto, a ucciderlo facendo in modo che la responsabilità dell'accaduto ricada però unicamente su Capuano, che viene così arrestato e tolto di mezzo.
Nonostante i brillanti risultati ottenuti ed i complimenti del questore, Betti è amareggiato, soprattutto perché tre suoi agenti speciali hanno perso la vita nelle varie operazioni; decide quindi di dare le dimissioni e lasciare la città ma, mentre sta andando verso la stazione ferroviaria, strada facendo si imbatte in Gennarino, costretto per sempre a camminare con le stampelle. Sentendosi moralmente responsabile per quanto occorso al ragazzino, Betti cambia subito idea e torna al suo lavoro.

## Distribuzione
La pellicola venne distribuita nel circuito cinematografico italiano il 7 agosto 1976, con la censura che impose il divieto alla visione ai minori di 14 anni.

## Accoglienza

### Incassi
La pellicola, a fronte delle critiche negative, ottenne un ottimo risultato commerciale, incassando 2.046.936.220 lire dell'epoca, facendone il secondo maggiore incasso del filone poliziottesco, preceduto solamente da Roma violenta (di cui Napoli violenta rappresenta il sequel) e risultando il 26° miglior incasso al botteghino italiano della stagione cinematografica 1976-1977.

### Critica

'O Generale (Barry Sullivan) nella sequenza iniziale

Se ormai i personaggi sono stereotipati, a partire dal commissario tutto d'un pezzo che - pur di far rispettare la legge - giunge ad infrangerla sino ai delinquenti spietati, Lenzi riesce a rendere originale il film come fosse un documentario involontario (ad esempio, tutti gli autobus presenti sono arancioni o a livrea biverde, quelli cioè usati fino agli anni settanta). Molteplici sono le scene d'azione che lo rendono molto interessante, anche se spesso il regista è stato accusato di sensazionalizzare molte di queste includendo episodi di violenza e splatter inauditi e poco realistici.

## Colonna sonora
La colonna sonora è stata composta da Franco Micalizzi e include le seguenti tracce:

### Edizione del 1976
1. Folk and Violence
2. Special Agents
3. During the Story
4. Folk Tarantella
5. After a Robbery
6. Tira a Rezza Oj Piscatore!
7. Kidnapping
8. Man Before Your Time (Bulldog)

### Edizione rimasterizzata
1. Folk and Violence
2. Welcome to Napoli *
3. Tira 'A Rezza Oj Piscatore
4. Crime Outcome *
5. The Violent Face
6. A Man Before Your Time [Vocal] *
7. Gennarino's Joke *
8. I Won't Say It *
9. Naples' Alley *
10. The Garage of the Giant *
11. Trap and Death *
12. Fire in the Garage *
13. The Giant is Dead *
14. Bloody Robbery *
15. Rush for a Sign *
16. Betti's Investigation *
17. The Chase Over the Roofs *
18. Useless Waiting *
19. Criminals at Work *
20. Ten Minutes to One *
21. Get Down the Train *
22. Targeting a Killer *
23. Bitter Success
24. The Price for a Fight *
25. Looking for Capuano *
26. A Man Before Your Time [Instrumental] *
27. Thus Ended the General *
28. The Price is Too High *
29. Get Back to Fight *
30. A Man Before Your Time [Vocal] *

* : tracce inedite

## Sequel
Nello stesso anno viene realizzato l'ultimo capitolo della trilogia:
- Italia a mano armata, regia di Marino Girolami (come Franco Martinelli)

Nel 1977 vieni realizzato, invece, uno spin-off:
- Napoli spara!, regia di Mario Caiano

Nel film, infatti, viene inserito il commissario Belli (interpretato da Leonard Mann) che rappresenta il sostituto del commissario Betti. È presente anche la figura di Gennarino, il bambino interpretato da Massimo Deda, già presente in Napoli violenta, che in questo film, già orfano del padre, si guadagna da vivere facendo il ladruncolo, e che finirà per essere ucciso involontariamente durante un conflitto a fuoco nel finale del film.